# Turma do Astronauta
A Turma do Astronauta é uma série de histórias em quadrinhos ambientada no espaço sideral, criada pelo cartunista Mauricio de Sousa e publicada pela primeira vez em uma tira no jornal Diário de São Paulo em 1963.
O personagem central da série Turma do Astronauta, é um explorador espacial brasileiro que navega pelo cosmos em sua icônica nave esférica, representando a BRASA (Brasileiros Astronautas), uma alusão a NASA. Seu nome completo, Astronauta Pereira, foi revelado já em sua primeira tirinha, publicada em 1963, deixando claro que "Astronauta" não é apenas sua profissão, mas sim seu nome de batismo.
Inspirado em heróis clássicos da ficção científica, como Flash Gordon, de Alex Raymond, o Astronauta combina aventura intergaláctica com elementos emocionais.
A série navegava deliberadamente entre o cientificamente plausível e o maravilhosamente imaginativo. Se por um lado mencionava agências espaciais (ainda que na fictícia BRASA), por outro apresentava naves esféricas, planetas habitados  e tecnologias que desafiavam qualquer lei da física conhecida. Essa abordagem refletia não apenas as limitações do conhecimento científico da época, mas principalmente o propósito de entreter antes de educar. 
Ao longo dos anos, o personagem ganhou diversas versões, sendo as graphic novels da linha Graphic MSP por Danilo Beyruth as mais aclamadas pela crítica e pelos fãs, demostrando um equilibrou a ficção científica hard com o espírito aventureiro.

## História e personagens
- Astronauta (1963) -  Astronauta brasileiro que viaja pelo universo em sua nave espacial esférica, assim como seu traje. O órgão para o qual o Astronauta trabalha chama-se BRASA (Brasileiros Astronautas),[2] uma brincadeira com a NASA dos Estados Unidos[3] (no mundo real o nome do órgão equivalente a NASA no Brasil é Agência Espacial Brasileira, AEB). O personagem é um aventureiro e adora conhecer novos planetas, mas sofre muito com a solidão, e vive sonhando com sua família e amigos. De vez em quando ele faz algumas visitas ao nosso planeta, mas nunca se satisfaz por completo pois quem ele realmente queria ver era a Ritinha,[4] a sua única companhia nas viagens é o seu computador.[2]
- Ritinha (1975) - Antiga namorada de Astronauta. Um dia, ela se cansou de esperar Astronauta voltar de suas longas viagens e se casou com Bonifácio (ver abaixo). É pouco freqüente nas histórias. Alguns rumores dizem que ela não é a verdadeira Ritinha, mas sim uma espiã alienígena que desistiu de invadir a Terra e que a verdadeira se encontra prisioneira de sua raça.
- Bonifácio - Marido da Ritinha.
- Computador - É o computador de bordo da nave do Astronauta, que algumas vezes se locomove como um robô. É ele que dialoga com o personagem principal no vazio do espaço. Originalmente era um malvado programa de computador com vontade própria que ansiava dominar o universo, porém, graças a um vírus de computador, seus programas de conquista e maldade foram apagados e assim, eles ficaram amigos e agora se aventuram juntos.
- Natalina - Mãe do Astronauta,[2]costuma fazer muitos quitutes quando seu filho vai visitá-la.
- Astrogildo - O pai fazendeiro do Astronauta,[2] que também adora as visitas do filho.
- Ditão (1963) - Amigo do Astronauta, que vive próximo da casa de seus pais.[2]
- Robocel -É uma espécie de robô.

### Vilões
- Gangue do Bronk - gangue de malfeitores espaciais que aparecem, vez ou outra, nas histórias. Um grande passatempo de Bronk, o líder da gangue, é chutar o Astronauta como se ele fosse uma bola de futebol.
- Cabeleira Negra - Lider dos piratas espaciais, fez sua estreia no longa animado Uma Aventura no Tempo.[5]

## Histórico
Mauricio de Sousa criou a Turma do Astronauta em 1963 para ser publicada como tira do jornal Diário de São Paulo, dois anos após cosmonauta russo Yuri Gagarin ter se tornado o primeiro homem a fazer uma viagem espacial.
Mauricio de Sousa cita as tiras de aventura e ficção científica, Flash Gordon de Alex Raymond como uma de suas influências. Em 1965 ganhou um livro pela Editora FTD, O Astronauta no Planeta dos Homens Sorvetes, escrito e ilustrado pelo próprio Maurício de Sousa, com arte-final de Paulo Hamasaki e cores de Joel Link e Alberto Dijinshian.
Além das tiras de jornal o personagem tem histórias publicadas em revistas da Turma da Mônica (a série mais famosa do cartunista, iniciada em 1959 com a publicação das tiras do cãozinho Bidu, ao contrário da Tina, Astronauta não teve título próprio com histórias inéditas, entretanto teve almanaques de republicações nas editoras Globo e Panini.
Os arte-finalistas utilizam nanquim e bico de pena e as cores branco, preto e cinza para compor o fundo das histórias do Astronauta, que geralmente se passam no espaço sideral. Um deles, Sérgio Graciano, afirma que pesquisa revistas científicas para retratar o local da maneira mais fiel possível.
Em 2001 foi publicado pela Editora Globo o Manual do Espaço do Astronauta contendo 240 páginas. Em 2009, ganhou um livro da coleção "Oi, Eu Sou" da Editora Cedic e Astronauta:  O Bichinho Comilão pela Editora Melhoramentos.
O Astronauta fez uma participação especial em Turma da Mônica Jovem #3 em Outubro de 2008, o personagem voltou a aparecer em Turma da Mônica Jovem #6, primeira edição do arco de história O brilho de um pulsar, em Turma da Mônica Jovem, o astronauta aparece mais velho e atende pelo nome de Comandante Astronauta, no comando do Cruzador Espacial Hoshi, além do fiel amigo Computador, conta com a colaboração da Tenente Xabéu e do Alferes Zé Luís.
Em 2009, o personagem teve 7 histórias do primeiro álbum da trilogia Mauricio de Sousa por 50 artistas, idealizado pelo editor e jornalista Sidney Gusman, em homenagem aos 50 anos de carreira de Mauricio de Sousa, no primeiro álbum, o MSP 50, há uma história produzida por Marcelo Campos e Renato Guedes,  Jean Okada, cria a história do primeiro voo espacial do Astronauta e para isso fez uma versão mais verossímil do traje espacial do herói, em O Coronel, a dupla Osmarco Valladão e Manoel Magalhães adaptam uma história de mesmo nome criada por eles, substituindo o soldado da história original pelo Astronauta, na HQ, a dupla se utiliza do estilo linha clara europeu, em outra desenhada pelo quadrinista Flávio Luiz, o personagem faz uma viagem no tempo e encontra o pré-histórico Piteco.
Em 2010 foi lançado o segundo álbum, o MSP+50, nesse álbum uma das histórias do Astronauta foi escrita por Gian Danton e ilustrada por JJ Marreiro e outra escrita por Wellington Srbek e desenhada por Will
Para o character design do Astronauta, Marreiro se inspirou em artistas  dos comics como Curt Swan (conhecido pelos trabalhos em Superman) e Alex Toth (conhecido pelo trabalhos em séries de animação como Space Ghost, Space Angel e Galaxy Trio). Danton e Marreiro também se inspiraram em franquias de ficção científica como Perry Rhodan (série que chegou a ter uma fanfic escrita por Gian Danton), Star Trek, Flash Gordon, Space Ghost, as revista em quadrinhos Planet Comics e Strange Worlds, entre outros. Gian Danton já trabalhou com ambos os artistas, com Jean Okada fez a webcomic de space opera Exploradores do Desconhecido e roteirizou uma história da Mulher Estupenda, super-heroína criada por JJ Marreiro em homenagem a Era de Ouro dos Quadrinhos, ainda em 2010, Marreiro ilustrou o e-book Amanhã é Ontem, uma novela de Exploradores do Desconhecido.
Em 2011, foi lançado o último álbum MSP Novos 50, nesse álbum o Astronauta protagoniza 5 histórias e participa outras como coadjuvante, uma dessas histórias foi escrita e desenhada por Aluir Amancio, Aluir iniciou a carreira aos 12 anos de idade desenhando as tiras da Turma da Mônica para o jornal Folha de S.Paulo, é apontado como um dos responsáveis pela reformulação da Tina e do character designer da própria da Turma da Mônica. Aluir também desenhou histórias do Superman, baseados na série de desenho animado Superman: The Animated Series, onde precisou seguir o estilo estabelecido por Bruce Timm (com quem trabalhou na produção das séries de animação da Warner Bros). Uma outra história contida no livro foi produzida pelo quadrinista paraibano Shiko, que reside na Itália.
Em novembro do mesmo ano, durante o Festival Internacional de Quadrinhos realizado em Belo Horizonte, Sidney Gusman anunciou quem em 2012, seria lançada linha "Graphic MSP", uma série de graphic novels, diferente dos álbuns da série MSP 50, as graphic trariam histórias fechadas contendo 72 páginas, o quadrinista Danilo Beyruth foi escolhido para criar uma história para o Astronauta, em 2009, Beyruth já havia escrito e desenhado personagens de Mauricio de Sousa, no álbum MSP+50 produziu uma história da Turma do Penadinho, Shiko também seria convidado para o projeto, sendo escalado para criar uma graphic novel do Piteco.
Em agosto de 2012, foi lançado o álbum Ouro da Casa, com histórias produzidas por autores que trabalham na Mauricio de Sousa Produções, sem que usassem o model sheet, tal qual as publicações tradicionais, Astronauta participa de cinco histórias, uma delas produzidas por Gérson Teixeira. em outubro,  o álbum "Astronauta: Magnetar", escrito por Beyruth e colorizado por Cris Peter, apresenta o herói como um "náufrago espacial", o álbum ainda conta um texto do navegador brasileiro Amyr Klink, Beyruth produziu uma história de ficção científica hard e admite ter se inspirado nos relatos de Klink,  em filmes de ficção científica como Alien - O Oitavo Passageiro e 2001- Uma Odisseia no Espaço e autores como Isaac Asimov e Frank Herbert, Beyruth contou com consultoria científica do astrofísico Eduardo Cypriano. No início de 2013, o álbum venceu o 29º Prêmio Angelo Agostini na categoria lançamento e Danilo Beyruth na categoria desenhista. Em Agosto de 2014, a MSP anuncia a sequencia: Astronauta: Singularidade.
Em novembro de 2015, ao anunciar as edições de 2016 da série, Gusman anuncia a terceira graphic novel do Astronauta em outubro de 2016, é anunciado o título da terceira graphic novel: Astronauta: Assimetria,  nesse terceiro volume, Beyruth presta homenagem ao Quarteto Fantástico de Jack Kirby. Em dezembro de 2017, durante a Comic Con Experience, anuncia uma nova graphic novel com o título provisório Astronauta IV, em dezembro do ano seguinte, a graphic novel foi lançada no mesmo evento, com o título Astronauta: Entropia. Em dezembro de 2019, durante a Comic Con Experience, é anunciada uma nova graphic novel com o título provisório Astronauta V. Em julho de 2020, a graphic novel tem seu título revelado: Astronauta: Parallax. A sexta e última graphic novel por Danilo Beyruth foi anunciada para setembro de 2022. Em agosto de 2022, a graphic novel teve seu título revelado: Astronauta: Convergência, o álbum traz o texto da quarta capa escrito pela astrofísica Roberta Duarte.

### Edições encadernadas
Junto a esse lançamento da sexta graphic novel, foi anunciada a primeira edição encadernada contendo as graphic novels Magnetar, Singularidade e Assimetria e uma história inédita para a ediçãoː Silêncio Lunar com cores de Mariane Gusmão, totalizando 272 páginas.

## Outras mídias
- Astronauta ganhou versões animadas na coleção "Videogibi" (um curta-metragem de 6 minutos),[53] no longa-metragem Uma Aventura no Tempo onde interage com o Cebolinha.[54]

- Em 2009 foi anunciado que o personagem ganharia uma série animada em 3D.[53]

- Em dezembro de 2017, durante a Comic Con Experience, a MSP anunciou uma minissérie animada baseada na série de graphic novels produzida por Danilo Beyruth,[55][56] em dezembro do ano seguinte, novamente na Comic Con Experience, foi anunciado que a série se chamará Astronauta – Propulsão e será coproduzida e exibida pela HBO,[57] em dezembro de 2022, um teaser foi lançado durante o evento, a minisérie servirá de prequel para a série de graphic novels,[58] durante o evento, Mauricio de Sousa disse que mantém uma conversa próxima com a NASA.[59] Com o título foi alterado para apenas Astronauta,[60] a série estreou em 18 de outubro de 2024 no Max. [61]
- Em março de 2019, Astronauta ganhou o Astronauta Toy: Corrida Espacial, jogo para celular, disponível para as plataformas iPhone e Android, trata-se de um derivado da franquia Mônica Toy.[62]

## Impacto na cultura popular
Em 2006, Mauricio de Sousa resolveu homenagear o primeiro astronauta brasileiro da NASA,  Marcos Pontes, o quadrinista enviou uma e-mail para Marcos contendo uma ilustração do personagem parabenizando o brasileiro pelo feito.
Em 2010, o Astronauta serviu de inspiração para o Troféu HQ Mix.
Em julho de 2020, no Facebook, a página oficial de Mauricio de Sousa publicou uma arte com Astronauta e a Turma da Mônica em homenagem aos 51 anos do voo da Apollo 11.